# Rudolf Keyser
Jacob Rudolf Keyser (ur. 1 stycznia 1803 w Christianii (obecnie Oslo), zm. 9 października 1864 tamże) – norweski historyk.

## Życiorys
W latach 1837-1862 pracował jako profesor uniwersytetu w Christianii. Był pierwszym nowożytnym norweskim historykiem i twórcą tzw. norweskiej szkoły historycznej, która podkreślała wkład Norwegii do historii i literatury Skandynawii i przyczyniła się do rozwoju norweskiej świadomości narodowej. Był wszechstronnym znawcą średniowiecznej Norwegii (religii i języka) i badaczem skandynawskiej mitologii i dziejów Kościoła w Norwegii, a także krytycznym wydawcą średniowiecznych źródeł - m.in. Norges gamle love indtil 1387 (Dawne prawo norweskie do 1387, t.1–3 1846-1849, wspólnie z P. A. Munchem). Napisał monumentalne monografie, m.in. Den norske kirkes historie under katholicismen (Historia kościoła norweskiego w czasach katolickich, t.1–2 1856-1858) i Norges historie (do 1387) (Historia Norwegii, t.1 –2 1866-1870).